# Taneli Luukkoinen
Taneli Luukkoinen, död cirka 1712, var en partigängare under stora ofreden.
Han var född i Ingermanland och blev 1711 major och chef för finska infanteridragoner. År 1711 trängde han ända fram till Ingermanland i sin kamp mot den ryska ockupationen under stora nordiska kriget. Han tillfångatogs till slut, sändes till Moskva, men lyckades emellertid att rymma därifrån tillbaka till Finland.